# Francesco Carpino
Francesco Carpino (ur. 18 maja 1905 w Palazzolo Acreide na Sycylii, zm. 5 października 1993 w Rzymie), włoski duchowny katolicki, kardynał, arcybiskup Palermo.
Święcenia kapłańskie otrzymał 14 sierpnia 1927 roku. Przez 2 lata pracował jako duszpasterz, a następnie wykładał filozofię i teologię w seminarium duchownym w rodzinnej diecezji Noto, od 1931 roku zaś teologię sakramentalną na Papieskim Uniwersytecie Laterańskim. 11 lutego 1951 roku Pius XII mianował go biskupem tytularnym Nikomedii i koadiutorem z prawem następstwa archidiecezji Monreale, której rządy objął jeszcze tego samego roku. Uczestnik Soboru Watykańskiego II. 19 stycznia 1961 roku Jan XXIII mianował go sekretarzem Kolegium Kardynalskiego i w tym charakterze uczestniczył w 1963 roku w konklawe, które wybrało Pawła VI. Sprawował też inne funkcje w Kurii Rzymskiej. 26 czerwca 1967 roku Paweł VI mianował go arcybiskupem Palermo i wyniósł go do godności kardynalskiej z kościołem tytularnym Maria Auxiliatrice in via Tuscolana. 17 października 1970 roku złożył rezygnację z zarządzania diecezją i powrócił do Rzymu, gdzie udzielał się w kilku dykasteriach. 27 stycznia 1978 roku został mianowany kardynałem-biskupem Albano. W 1978 roku brał udział w obydwu konklawe, które wybrały Jana Pawła I i Jana Pawła II. Zmarł w Rzymie. W 1998 roku jego szczątki złożono w katedrze w Palermo. 